# ترم (یکا)
گاز طبیعی معمولاً بر اساس حجم اندازه گرفته می‌شود.
یک ترم انگلیسی با نماد thm یک واحد غیراستاندارد(SI) برای انرژی گرمایی است که برابر ۱۰۰۰۰۰ واحد گرمایی بریتانیایی(BTU) است.
یک ترم تقریباً معادل ۱۰۵٫۵ مگاژول است.